# Помірні ліси узбережжя Нельсона
Помірні ліси узбережжя Нельсона (ідентифікатор WWF: AA0404) — австралазійський екорегіон помірних широколистяних та мішаних лісів, розташований у Новій Зеландії.

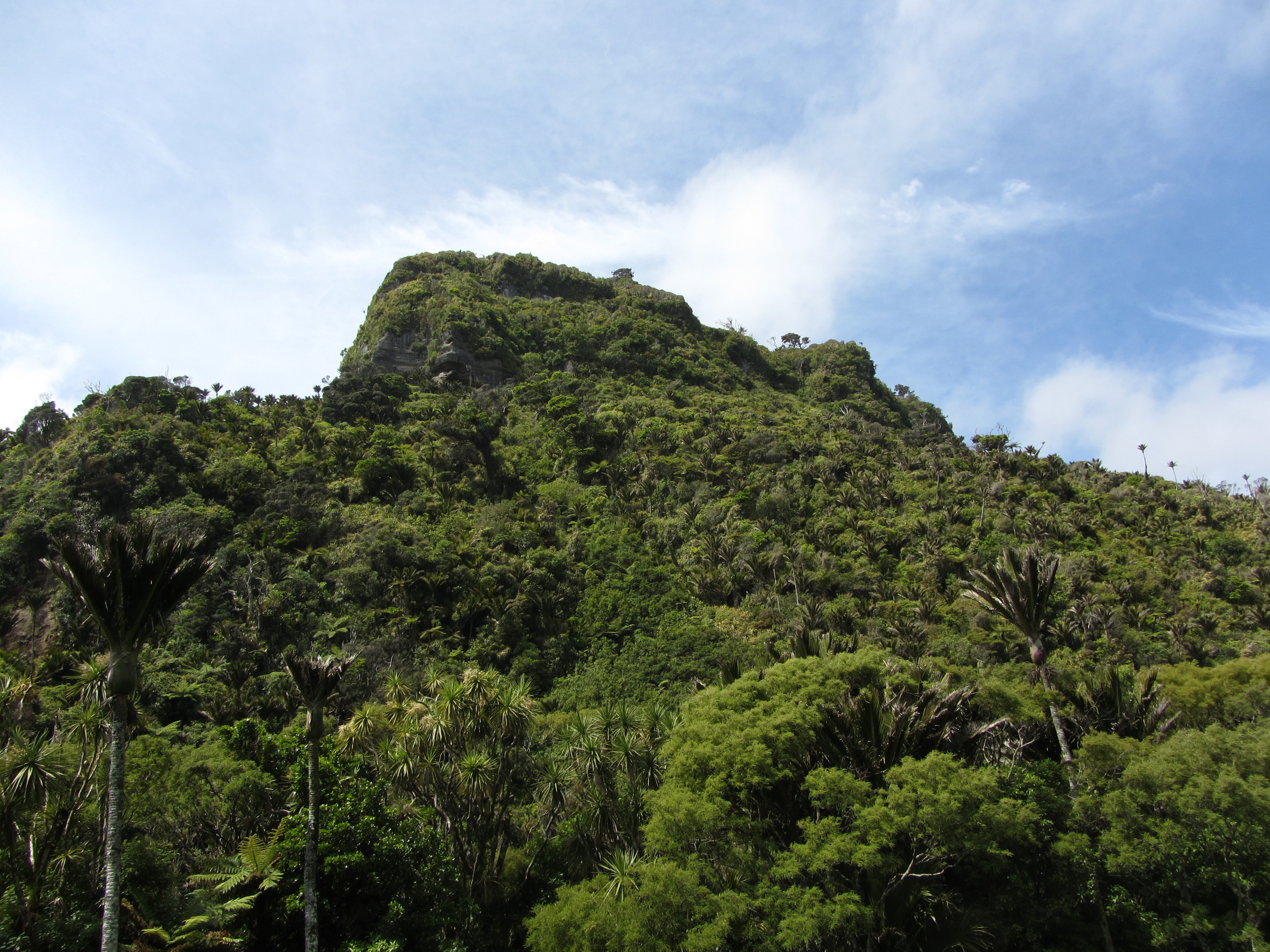
Ліси в горах Папароа (хребет)

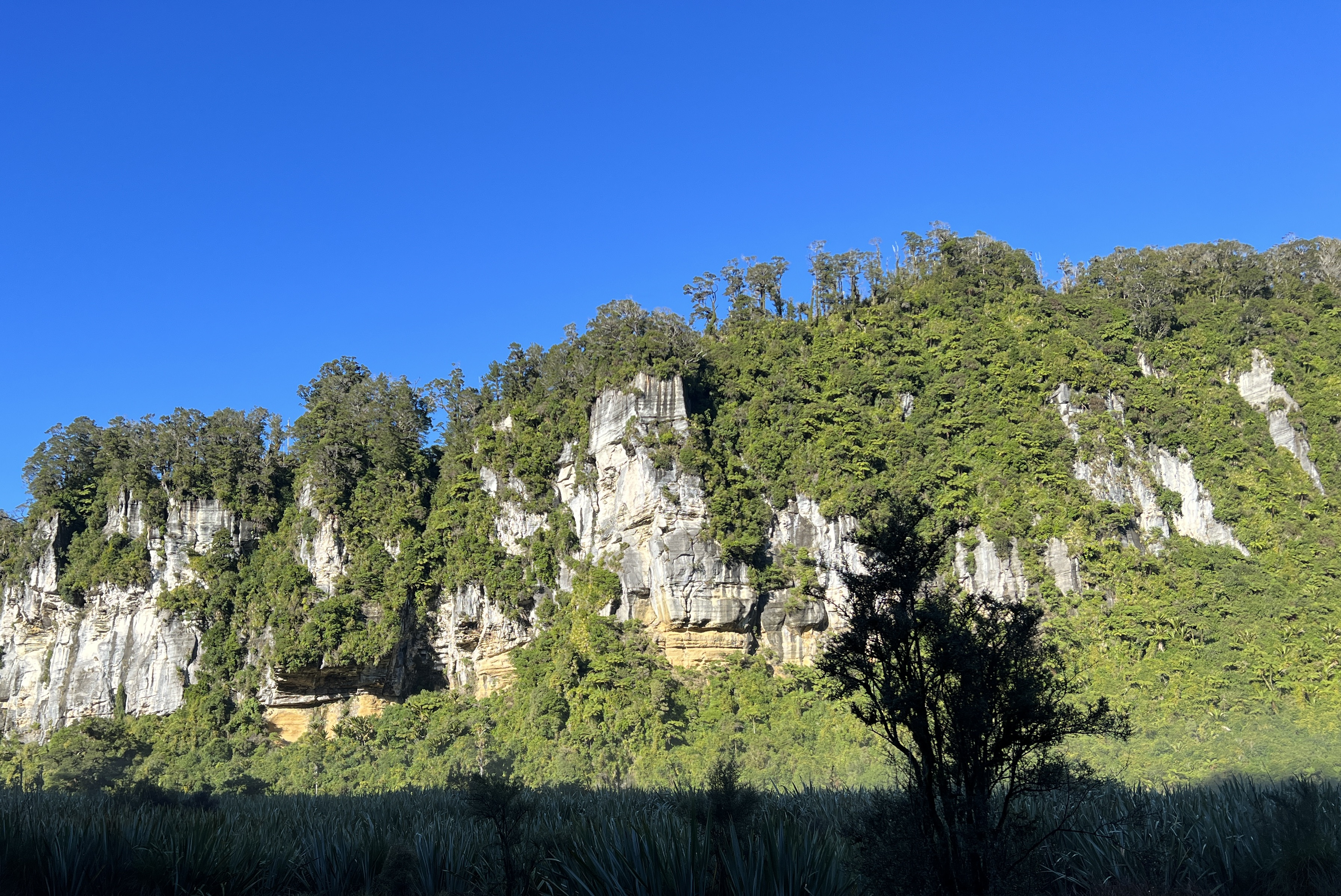
Карстовий ландшафт в горах Папароа

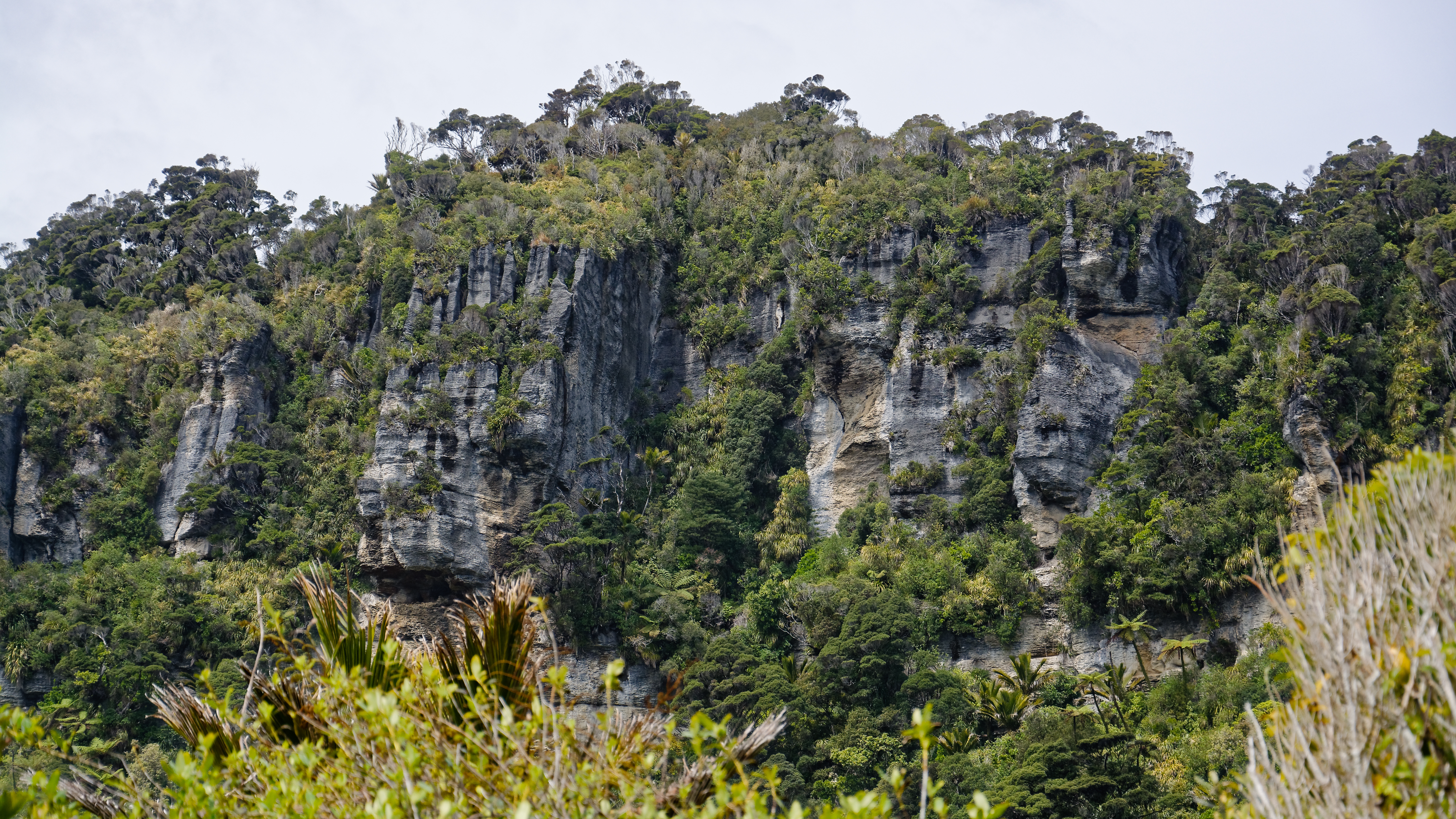
Вапнякові скелі у Національному парку Кахурангі

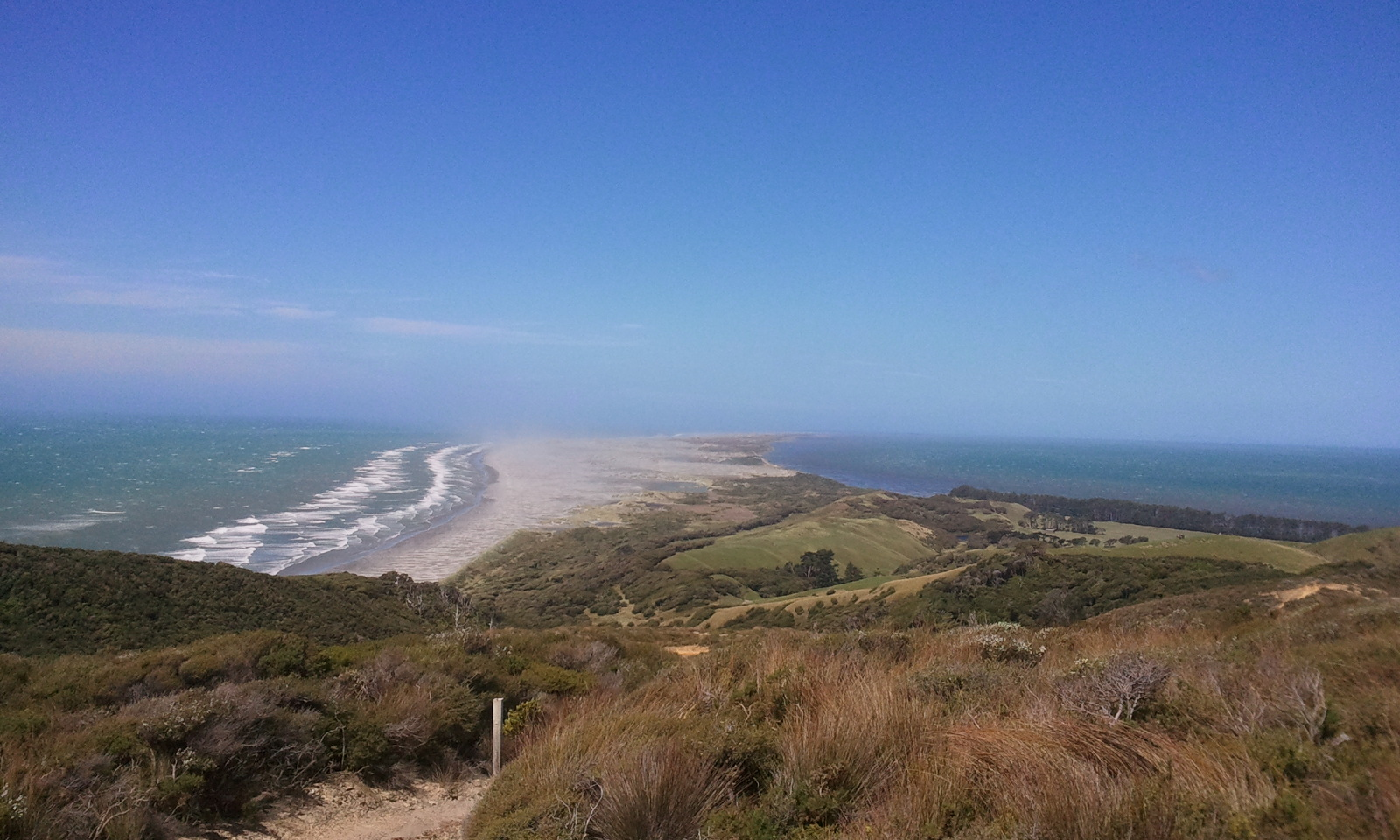
Піщана коса Фарвелл-Спіт

## Географія
Екорегіон помірних лісів узбережжя Нельсона охоплює північно-західну частину Південного острова Нової Зеландії, зокрема західну частину регіону Тасман та північну частину регіону Вест-Кост. На північному сході Південного острова екорегіон переходить у помірні ліси Річмонду, в горах Південних Альп на півдні — у гірські луки Південного острова, а на західному узбережжі Південного острова — у помірні ліси Вестленду.
Південний острів Нової Зеландії є частиною континенту Зеландія — фрагменту стародавнього суперконтиненту Гондвана. Зеландія відокремилася від Австралії 85-60 мільйонів років тому, однак була майже повністю затоплена водами Тихого океану приблизно 23 мільйони років тому. Взаємодія Індо-Австралійської та Тихоокеанської літосферних плит уздовж Альпійського трансформного розлому призвела до активного гороутворення та до підняття Південного острова.
На початку кайнозойської ери територія екорегіону представляла собою низовини, які часто затоплювалися морем. Згодом суходіл почав підійматися доки нарешті понад 1 мільйон років тому на території регіону не виникли гірські хребти. Складна геологічна історія гороутворення, яка переривалася періодами ерозії, призвела до високого різноманіття форм рельєфу та типів гірських порід. Прибережна смуга на заході екорегіону являє собою суміш старих морських та річкових терас з вкрапленнями вапнякових шарів. Найпомітніші з цих низинних уступів розташовані поблизу Пунакаїкі, де можна побачити відомі "Млинцеві скелі", та поблизу Опарари далі на північ.
В центральній частині екорегіону зустрічаються більш давні осадові гірські породи. Тут переважає суміш твердих гранітів, гнейсів, ультраосновних порід та мармурів, яка подекуди перекрита шарами вапняків. Серед пагорбів Гуланд-Даунсу та на плато поблизу гори Артур зустрічаються залишки давніх пенепленів, які є найдавнішою формою рельфу в регіоні. У інших місцевостях, де пенеплени перекриті шарами третинних порід, зокрема на плато Тисячі Акрів, зустрічаються вражаючі гірські пустища. У долині Коббу зустрічається велика кількість скам'янілостей трилобітів віком 540 мільйонів років, а також пермські скам'янілості, які демонструють гондванське походження Зеландії. Під час останнього льодовикового періоду частина екорегіону була вкрита льодовиками, які залишили тут численні льодовикові форми рельєфу, такі як троги, цирки та зандри.
Південна частина екорегіону, розташована близько до Альпійського розлому та прилеглих тектонічних розломів, є сейсмічно активною. Тут часто відбуваються руйнівні землетруси, і, як наслідок, зсуви є звичним явищем у горах регіону. Так, сильний землетрус 1929 року призвів до зміни русла річки Маруя та до утворення водоспаду.
Екорегіон містить найбільші та найрізноманітніші карстові ландшафти у Новій Зеландії. Карстові форми рельєфу зустрічаються від морського узбережжя до альпійських високогір'їв, як серед порівняно молодих вапняків, так і серед старших метаморфізованих мармурів. Особливої уваги заслуговують джерела Те-Вайкоропупу, що живляться підземними водами з величезного водоносного горизонту, та льодовиковий альпійський карст на горі Оуен. В екорегіоні розташована печера Неттлбед глибиною 889 м, найглибша печера Південної півкулі, та печерний комплекс Булмер завдовжки понад 66 км, найдовша печерна система Нової Зеландії.

## Клімат
На більшій частині екорегіону переважає помірний морський клімат (Cfb за класифікацією кліматів Кеппена), а у високогір'ях — субполярний океанічний клімат (Cfc за класифікацією Кеппена). Середньорічна кількість опадів в горах становить близько 5000 мм, а у посушливих міжгірських долинах на сході регіону, які лежать у дощовій тіні — близько 1600 мм.

## Флора
Рослинний покрив екорегіону представлений густими, відносно незайманими помірними широколистяними та мішаними лісами. 95 % землі, розташованої на висоті понад 600 м над рівнем моря, залишаються вкриті лісами та альпійськими купинними луками. На сході екорегіону в лісах переважають різні види нотофагусів або південних буків (Nothofagus spp.): червоні буки (Nothofagus fusca), сріблясті буки (Nothofagus menziesii) та тверді буки (Nothofagus truncata) на низьких висотах, а також гірські буки (Nothofagus cliffortioides) в горах. У прибережних районах та серед пагорбів на заході регіону поширені подокарпові ліси, у яких домінують голонасінні дерева з родини подокарпових (Podocarpaceae). В їх підліску поширені різноманітні папороті, ліани та чагарники. Загалом в екорегіоні зустрічається понад 1200 видів рослин, або половина з усіх видів рослин Нової Зеландії, зокрема щонайменше 28 видів, що перебувають під загрозою зникнення.
Узбережжя Золотої затоки або затоки Мохуа, розташованої на північному сході екорегіону, більш захищене, ніж узбережжя Тасманового моря на заході. Національний парк Абеля Тасмана, який займає північно-східну частину регіону, містить золотисті піщані пляжі з гранітним піском та незаймані лимани. Рослинність національного парку у минулому піддавалася пожежам та розчистці, однак наразі ліси тут відновилися, особливо у вологих ущелинах, де спостерігається високе різноманіття флори. На більш сухих гірських схилах поширені букові ліси, у яких домінують чорні буки (Nothofagus solandri). Далі на захід вздовж узбережжя є низка інших важливих естуаріїв, зокрема затока Вангануї, яка є важливим середовищем існування для куликів та морських птахів.
На заході екорегіону зустрічаються одні з найбільш незайманих екосистем Нової Зеландії, які простягаються від морського узбережжя до високогірних луків. Прибережні ліси, поширені на заході регіону, дуже різноманітні, і включають північну рату (Metrosideros robusta), новозеландське ріму (Dacrydium cupressinum) та іржасте міро (Prumnopitys ferruginea), а також новозеландську караку (Corynocarpus laevigatus) та пальму нікау (Rhopalostylis sapida). Пальма нікау (Rhopalostylis sapida) є єдиною місцевою пальмою у Новій Зеландії та найпівденнішим представником родини пальмових (Arecaceae) у світі.
У районах, де переважають вологі неродючі ґрунти, материнською породою для яких виступають граніти, ростуть жовті новозеландські сосни (Halocarpus biformis) та різні види змієлистників (Dracophyllum spp.), деякі з яких, зокрема змієлистники Таунсона (Dracophyllum townsonii) та гірські змієлистники (Dracophyllum traversii), є ендеміками. Багаті карстові екосистеми, де переважають вапнякові ґрунти, підтримують більш різноманітну флору, яка включає багато рідкісних та ендемічних видів. Майже 50 % ендемічних рослин, поширених в регіоні, обмежені районами, де переважають мармурові або вапнякові субстрати.
Флора високогір'їв екорегіону також характеризується високим різноманіттям та рівнем ендемізму. Близько 6 % видів рослин, поширених на альпійських луках регіону, зокрема новозеландські айстри Далла (Celmisia dallii), є ендеміками, тоді як деякі майже ендемічні види, такі як гірські новозеландські айстри (Celmisia traversii), окрім північного заходу Південного острова зустрічаються лише в регіоні Фіордленд на південному заході — іншій зоні, яка у часи останнього льодовикового періоду була важливим рефугіумом. Подібним чином букові ліси, які зустрічаються як на північному заході, так і на південному заході Південного острова, відсутні в регіоні Вестленд на заході острова, який у часи плейстоцену був вкритий льодовиком.

## Фауна
Фауна екорегіону також характеризується високим різноманіттям, що пояснюється його різноманітним ландшафтом.  Він особливо підходить таким птахам, як новозеландські пінони або кереру (Hemiphaga novaeseelandiae), новозеландські соколи (Falco novaeseelandiae) та рідкісні білоголові нестори (Nestor meridionalis), які широко мігрують в пошуках сезонної їжі. Відносно незаймані гірські ліси є притулком для багатьох рідкісних видів птахів, таких як новозеландські качки (Hymenolaimus malacorhynchos) та майже ендемічні сірі ківі (Apteryx maxima), які переважно зникли у змінених людьми низинних районах.
Серед інших лісових птахів, поширених в екорегіоні, слід відзначити морепорків (Ninox novaeseelandiae), священних альціонів (Todiramphus sanctus), стрільців (Acanthisitta chloris), пое (Prosthemadera novaeseelandiae), новозеландських макомако (Anthornis melanura), сірих ріроріро (Gerygone igata), новозеландських могуа (Mohoua novaeseelandiae), новозеландських віялохвісток (Rhipidura fuliginosa), великоголових тоутоваї (Petroica macrocephala), білолобих тоутоваї (Petroica australis) та сивоспинних окулярників (Zosterops lateralis), а також рідкісних жовтолобих какарікі (Cyanoramphus auriceps) та кеа (Nestor notabilis). Новозеландські коелі (Urodynamis taitensis) та смугастощокі дідрики (Chrysococcyx lucidus) гніздяться в лісах регіону, однак взимку щороку мігрують до островів Океанії. Єдиним місцевим видом ссавців в екорегіоні є новозеландський лилик (Chalinolobus tuberculatus). Раніше в екорегіоні також зустрічалися великі футлярокрили (Mystacina robusta) та малі футлярокрили (Mystacina tuberculata), однак після появи у Новій Зеландії полінезійців та малих пацюків (Rattus exulans) ці тварини в регіоні вимерли.
Деякі птахи, які раніше зустрічалися в екорегіоні, зокрема новозеландські перепілки (Coturnix novaezelandiae), новозеландські еготело (Aegotheles novaezealandiae), новозеландські луні (Circus teauteensis), новозеландські сови (Sceloglaux albifacies), чагарникові гонці (Xenicus longipes), великоногі гонці (Xenicus yaldwyni), довгодзьобі гонці (Dendroscansor decurvirostris), південні піопіо (Turnagra capensis), червонощокі коральники (Callaeas cinereus) та новозеландські круки (Corvus antipodum), також вимерли внаслідок хижацтва з боку численних інтродукованих хижаків, таких як здичавілі коти (Felis catus), малі пацюки (Rattus exulans), сірі пацюки (Rattus norvegicus), чорні пацюки (Rattus rattus), горностаї (Mustela erminea), лісові тхори (Mustela putorius furo), малі ласиці (Mustela nivalis) та лисячі кузу (Trichosurus vulpecula), тоді як популяції інших видів значно скоротилися. Велетенські широкодзьобі моа (Euryapteryx curtus), східні моа (Emeus crassus), чубаті моа (Pachyornis australis), південні кремезні моа (Dinornis robustus), великоногі моа (Pachyornis elephantopus) та чагарникові моа (Anomalopteryx didiformis), а також великі нелітаючі південні апторніси (Aptornis defossor) також вимерли приблизно у XIV—XV століттях внаслідок полювання на них з боку маорі. У свою чергу, це призвело до вимирання велетенських орлів Хааста (Harpagornis moorei) — найбільших голоценових хижих птахів, які мали розмах крил до 2,6 м і полювали переважно на нелітаючих моа.
На крайній півночі Південного острова розташована найдовша у Новій Зеландії піщана коса Фарвелл-Спіт, уздовж якої простягається найбільша система піщаних припливих мілин. На косі Фарвелл-Спіт зустрічається близько 90 видів морських та прибережних птахів, передусім місцевих та перелітних куликів, зокрема малих грициків (Limosa lapponica), ісландських побережників (Calidris canutus) та звичайних крем'яшників (Arenaria interpres). У Національному парку Папароа, розташованому на південному заході екорегіону, знаходяться єдині відомі гніздові колонії рідкісних новозеландських буревісників (Procellaria westlandica).
Дослідження показали, що північна частина Південного острова особливо багата на безхребетних тварин. У прохолодних вологих гірських букових лісах та на субальпійських купинних луках екорегіону мешкає приблизно 29 із 64 відомих видів велетенських наземних равликів з роду Powelliphanta. Ці равлики належать до родини Rhytididae, яка має гондванське походення, і відокремилися від інших представників родини понад 200 мільйонів років тому. Вони є хижаками і полюють на місцевих черв'яків, які також тісно пов'язані з видами гондванського походження, зокрема з черв'яками, поширеними у Австралії та Південній Африці. 
Вапнякові карстові екосистеми характеризуються спеціалізованою фауною, яка включає 20 видів печерних цвіркунів вета з родини Rhaphidophoridae, 15 видів ендемічних жуків-турунів (Carabidae), а також найбільшого новозеландського павука — печерного павука Нельсона (Spelungula cavernicola), розмах ніг якого становить 13-15 см.

## Збереження
Велика частина лісів екорегіону є відносно незайманою, особливо на великих висотах. Тим не менш, поширення інтродукованих хижаків, таких як пацюки, коти, тхори та горностаї, призвело до скорочення популяцій місцевих тварин та до вимирання низки видів. Інтродуковані благородні олені (Cervus elaphus), європейські лані (Dama dama), звичайні козиці (Rupicapra rupicapra), свійські кози (Capra hircus) та сірі зайці (Lepus europaeus) завдають шкоди лісовому підліску та альпійській рослинності. Печерні та карстові екосистеми особливо вразливі до пошкоджень, пов'язаних з ерозією, спричиненою знищенням лісів. Поширення інвазивних видів рослин, таких як європейський дрік (Ulex europaeus), може призводити до частих пожеж, які знищують місцеві види рослин, не пристосовані до них. 
Оцінка 2017 року показала, що 11 407 км², або 79 % екорегіону, є заповідними територіями. Природоохоронні території включають: Національний парк Кахурангі, Національний парк Папароа, Національний парк Абеля Тасмана, Лісовий парк Північно-Західного Нельсона та Природний заповідник Фарвелл-Спіт.